# Далгов-Дебериц
Далгов-Дебериц (њем. Dallgow-Döberitz) општина је у њемачкој савезној држави Бранденбург. Једно је од 26 општинских средишта округа Хафеланд. Према процјени из 2010. у општини је живјело 8.471 становника. Посједује регионалну шифру (AGS) 12063056.

## Географски и демографски подаци
Далгов-Дебериц се налази у савезној држави Бранденбург у округу Хафеланд. Општина се налази на надморској висини од 37 метара. Површина општине износи 66,0 km². У самом мјесту је, према процјени из 2010. године, живјело 8.471 становника. Просјечна густина становништва износи 128 становника/km².